# 香港浸會大學孔憲紹博士伉儷中醫藥博物館

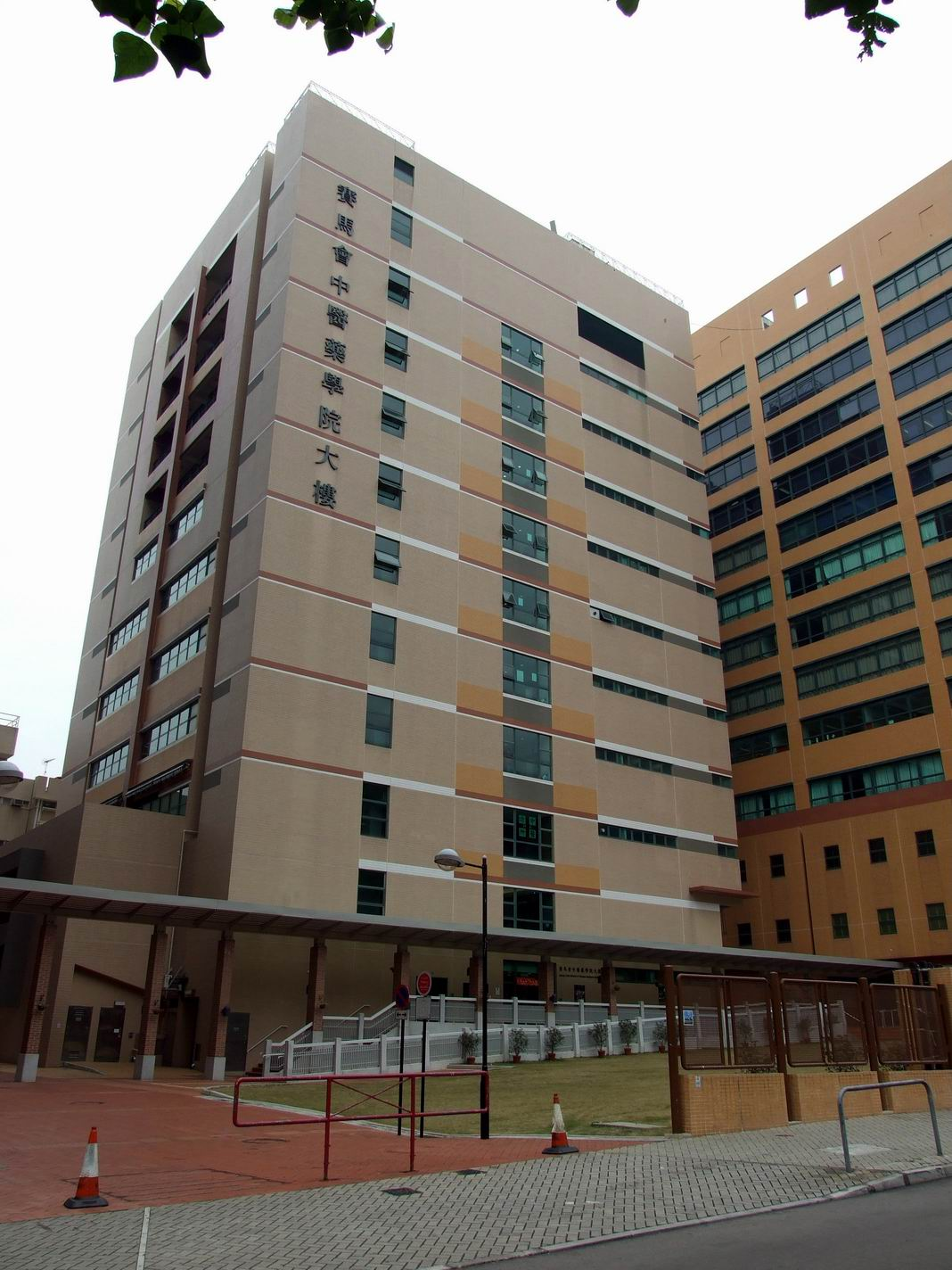
賽馬會中醫藥學院大樓

香港浸會大學孔憲紹博士伉儷中醫藥博物館（英語：Dr. & Mrs. Hung Hin Shiu Museum of Chinese Medicine, Hong Kong Baptist University）是香港首個以中醫藥為主題的博物館，位於香港浸會大學浸會大學道校園賽馬會中醫藥學院大樓底層，於2007年12月14日正式對外開放，共展出逾100件中醫藥展品。
該博物館獲香港大學教育資助委員會撥款450萬港元，以及由孔憲紹博士伉儷及其他人士的善款資助興建。

## 展館

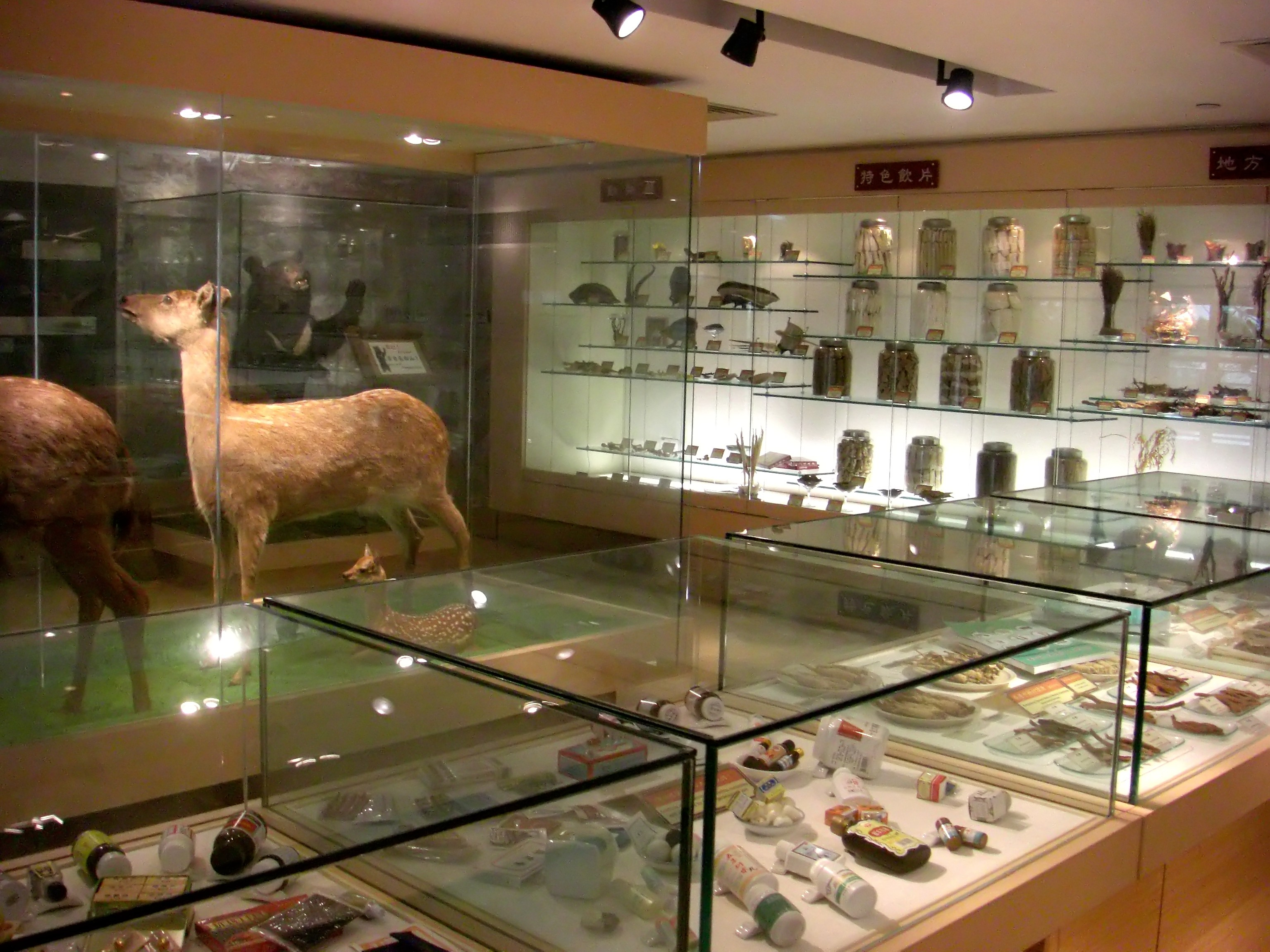
孔憲紹博士伉儷中醫藥博物館內展品

該博物館佔地約255平方米，分為6個區域：
- 接待區
- 歷代中醫藥展區
- 近代至現代中醫藥展區
- 中醫藥文化長廊展區
- 互動遊戲區
- 多用途小型活動放映室

## 展品
該博物館收藏展品超過100件，焦點展品包括價值30萬港元的「明代正統仿宋針灸銅人」複製品。銅人身高1.7米，重約200公斤，共刻657個穴位。原品是中國古代首個針灸經穴標準，當時用作教學或考試之用。最古老的展品則是戰國時代的青銅蒸器。其他展品包括漢代各式陶器、宋代黑釉研碗、清代阿膠及阿膠仿單、民初時期的中醫藥牌匾、診療用具及炮製器具，清代至近代的中醫藥書籍、涼茶盛器、手術器具、針灸用具等。

## 參觀資訊
- 開放時間：逢星期一至六10:00-17:00
- 入場費用：免費

## 交通
- 地址：香港九龍塘浸會大學道7號賽馬會中醫藥學院大樓地下

## 外部連結
- 香港浸會大學孔憲紹博士伉儷中醫藥博物館 （页面存档备份，存于）
- Chinese Medicine Specimen Database 中藥標本數據庫 (香港浸會大學中醫藥學院) （页面存档备份，存于） （繁體中文）（英文）
- 翡翠台 開館有益 第2集 醫學類博物館及中醫藥博物館[永久]